# Ivanka Khristova
Ivanka Khristova (Osikovitsa, Pravets, República Popular de Bulgaria, 19 de noviembre de 1941 - Sofía, Bulgaria, 24 de febrero de 2022) fue una atleta búlgara especializada en la prueba de lanzamiento de peso en la que llegó a ser campeona olímpica en 1976.

## Carrera deportiva
En los JJ. OO. de Montreal 1976 ganó la medalla de oro en el lanzamiento de peso, con una marca de 21.16 metros, superando a la soviética Nadezhda Chizhova (plata con 20.96 metros) y la checoslovaca Helena Fibingerová (bronce con 20.67 metros).

## Distinciones
- Merecido Maestro de los Deportes (1968)
- Héroe del Trabajo Socialista (1976)